# 兰帕特 (加利福尼亚州)
兰帕特（英語：Rampart）是位於美國加利福尼亞州普萊瑟縣的一個非建制地區。該地的面積和人口皆未知。

## 地理
兰帕特的座標為38°59′54″N 120°33′16″W / 38.99833°N 120.55444°W，而該地的平均海拔高度為1122米（即3681英尺）。